# Эскимосский переворот
Эскимо́сский переворо́т — приём постановки перевернувшегося лёгкого плавсредства (каяк, байдарка, пакрафт) на ровный киль при помощи рывка бёдрами или опоры на весло.

## История
Способ заимствован у эскимосов или, как они сами себя называют, инуитов.
Для них это была основная техника выживания при опрокидывании каяка во время охоты на тюленей или китов. Нередко эскимосы были вынуждены сами опрокидывать свои крошечные суденышки, чтобы высокие тяжелые волны не сломали им шею. Для того чтобы вынырнуть на поверхность, они применяли так называемый эскимосский переворот, делая под водой гребок коротким веслом. Это было первое, чему сын учился у своего отца в море.
К 1765 году относится первое описание десяти методов постановки на ровный киль, сделанное миссионером у инуитов. Эти методы включали перевороты с полным веслом, половиной весла, с гарпуном, на руках. Везде после позиционирования весла делался рывок бёдрами.
Первым не инуитом, кто изучил технику переворота, был австриец Эди Поулата. В 1927 году он сделал это, изучив материалы путешественников Нансена и Джофансена. Английский путешественник Джино Уоткинс научился эскимосскому перевороту непосредственно у инуитов в 1930, но вскоре пропал без вести в Арктике. Все эти европейцы использовали псевдотехнику без или с минимальным рывком бёдрами.
Примерно в 1965, но не раньше, рывок бёдрами был заново открыт и стал частью правильной техники переворота для гребли на бурной воде.

## Техники переворота
Существует несколько основных способов выполнить этот приём:
- «рычаг»
- «винт»
- обратный «винт»
- «лом» (вставание на опоре) — спортивный стиль.
- без весла или «от рук»